# Michaela Müller-Hermann
Michaela Müller-Hermann (geboren 15. Juni 1982) ist eine deutsche Juristin und Richterin.

## Beruflicher Werdegang
Die Juristin ist Vertreterin der Vorsitzenden Richterin in der 2. Strafkammer und Wirtschaftsstrafkammer I am Landgericht Saarbrücken (Stand 2021).
Am 21. Juni 2019 wurde sie mit 46 von 48 abgegebenen Stimmen vom Landtag des Saarlandes zum stellvertretenden Mitglied des Verfassungsgerichtshof des Saarlandes gewählt. Ihre Amtszeit an diesem Gericht endet am 25. Juni 2025.